# The Son of Tarzan
The Son of Tarzan é um seriado norte-americano de 1920, em quinze episódios, do gênero aventura, dirigido por Arthur J. Flaven e Harry Revier e estrelado por Kamuela C. Searle e Perce Dempsey Tabler.

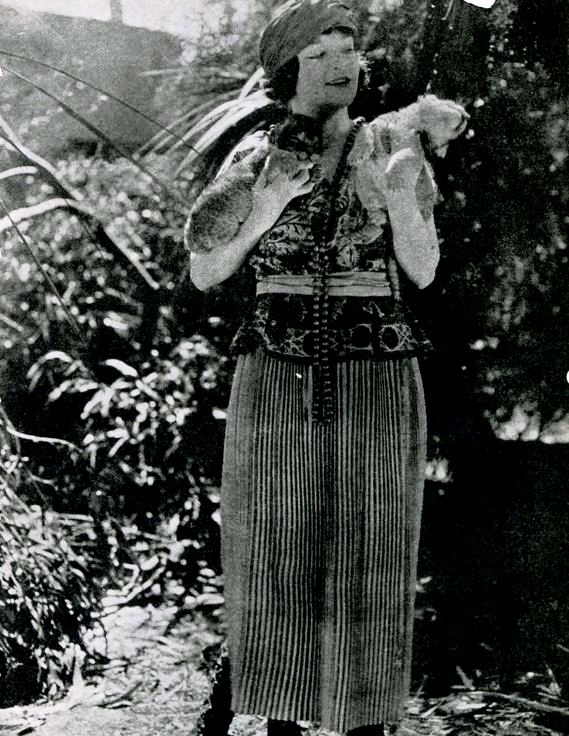
Cena do seriado, apresentando Karla Schramm (1891 – 1980) como Jane.

## A produção
Quarta aventura de Tarzan no cinema e primeiro seriado, a película baseia-se no romance homônimo de Edgar Rice Burroughs, publicado em 1915. Burroughs vendeu os direitos à mesma National Film Corporation of America de William Parsons, (falecido em setembro de 1919), que produzira Tarzan of the Apes e The Romance of Tarzan. O novo presidente do estúdio, Harry M. Rubey, pagou 20 000 dólares ao escritor e prometeu-lhe participação nos lucros. O custo final da produção foi de 106 000 dólares, em valores da época.
Após muitas idas e vindas, ficou decidido que o papel principal (isto é, o papel de Korak, filho do herói) seria feito por um ator do Havaí, Kamuela C. Searle, que tivera boa participação em Male and Female, de Cecil B. DeMille. Para viver Tarzan foi chamado P. Dempsey Tabler, um cantor de operetas de quarenta e um anos de idade. Tabler já aparecera em alguns filmes de Thomas H. Ince, trabalhara com o cowboy William S. Hart e ajudara na fundação da Paramount. Ele era calvo e teve de usar uma peruca mal escolhida, que não enganava ninguém. Por sua vez, Gordon Griffith, que encarnara Tarzan quando jovem em Tarzan of the Apes, agora foi contratado para encarnar Korak quando jovem. E Karla Schramm, a Jane de The Revenge of Tarzan, retornou ao papel pela segunda e última vez.
O roteiro, aprovado pelo próprio Burroughs, segue o livro bem de perto. As filmagens começaram nos estúdios da National em 15 de maio de 1920 e só terminaram em 27 de janeiro do ano seguinte. Acidentes aconteceram, um deles durante uma cena de luta, em que Tabler quebrou várias costelas. Todavia, uma tragédia maior se avizinhava:
No décimo-quinto e último episódio, filmava-se, conforme pedia o roteiro, a sequência em que o elefante Tantor resgata Korak, que estava preso a uma estaca. No entanto, ao chegar a um lugar seguro, ao invés de colocá-lo suavemente no chão, o elefante atirou-o tão violentamente contra o solo que estraçalhou a estaca. Gravemente ferido, Kamuela jamais se recuperou das lesões e desistiu da carreira no mesmo ano. As últimas cenas tiveram de ser gravadas com um dublê.
The Son of Tarzan mostra, pela primeira vez, o matrimônio de Tarzan e Jane nas telas. Isso somente voltaria a acontecer em Tarzan and the Golden Lion (1927) e no também seriado Tarzan the Mighty (1928). Outra novidade é que Tarzan ganhou sua primeira canção, Tarzan, My Jungle King, composta por Norman Stuckey e Osborne Tedman. Por outro lado, o diretor  Revier decidiu inclui um prólogo que contava a história do herói, desde sua primeira aparição no cinema até o início do seriado. A partir daí, surgiu a ideia pioneira de começar cada episódio com um breve resumo mostrando o que havia acontecido até aquele momento. A indústria cinematográfica gostou da inovação, que passou a fazer parte de todo seriado produzido dali em diante.

## Sinopse
Korak, o filho de Tarzan, é raptado na Inglaterra por Paulovich, grande inimigo de seu pai. Akut, um macaco treinado pelo próprio Paulovich, ajuda-o a escapar para o meio da selva africana. Lá, ele encontra e liberta a jovem branca Meriem, que estava nas mãos dos árabes. Nasce o amor entre os dois. Meriem é, na verdade, uma rica herdeira, cuja fortuna é cobiçada por Paulovich e seus cupinchas. Mas ela recebe a proteção, não só de Korak, mas também de Tarzan, que voltou ao lar com sua Jane.

## Recepção crítica
O Exibitors Herald foi entusiástico: "O melhor seriado de todos os tempos... Devia ter vinte episódios ou mais, ao invés de quinze. Será o responsável pelas maiores bilheterias do período de Natal". Já o Motion Picture Magazine foi mais ponderado: "Ainda que seja bom entretenimento, o seriado teria muito a ganhar se contasse com atores de renome".

## Episódios
| Episódio | Título                     |
| -------- | -------------------------- |
| 1        | The Call of the Jungle     |
| 2        | Out of the Lion's Jaws     |
| 3        | Girl of the Jungle         |
| 4        | The Sheik's Revenge        |
| 5        | The Pirate's Prey          |
| 6        | The Killer's Mate          |
| 7        | The Quest of the Killer    |
| 8        | The Coming of Tarzan       |
| 9        | The Kiss of the Beast      |
| 10       | Tarzan Takes the Trail     |
| 11       | Ashes of Love              |
| 12       | Meriem's Ride in the Night |
| 13       | Double Crossed             |
| 14       | Blazing Hearts             |
| 15       | An Amazing Denouement      |

## Elenco
| Ator/Atriz           | Personagem             |
| -------------------- | ---------------------- |
| Kamuela C. Searle    | Korak                  |
| Perce Dempsey Tabler | Tarzan                 |
| Manilla Martan       | Meriem                 |
| Karla Schramm        | Jane                   |
| Gordon Griffith      | Korak jovem            |
| Mae Giraci           | Meriem adolescente     |
| Eugene Burr          | Paulovich              |
| Frank Morrell        | Xeque Amor Ben Khatour |
| Ray Thompson         | Malbihn                |